# Zeelandschap (kunstwerk)
Zeelandschap (oorspronkelijke titel: De Elementen) is een kunstwerk in de Nederlandse stad Utrecht.
Het werk is vervaardigd door kunstenaar David van de Kop en werd omstreeks 1986 geplaatst op het Smakkelaarsveld. Het bestaat uit vier grote keramische objecten in de kleuren wit, geel en blauw. Deze objecten moesten een rustpunt vormen in de hectische binnenstad.
In 2021 was men bezig met de herinrichting van het Smakkelaarsveld. Het oorspronkelijke plan was om in 2022 drie van de vier objecten te verplaatsten naar Park de Watertoren in de subwijk Overvecht. Het vierde object zou dan worden gesloopt, omdat het verwerkt was in een kademuur. De beheergroep van dat park vond het echter veel te groot. Het nieuwe plan was om het kunstwerk te plaatsen in het Beatrixpark. Maar ook hiertegen kwam verzet, omdat het oorspronkelijke doel van het kunstwerk daarmee verloren zou gaan. Eind 2023 werd het kunstwerk verplaatst naar de opslag in afwachting van zijn nieuwe locatie.

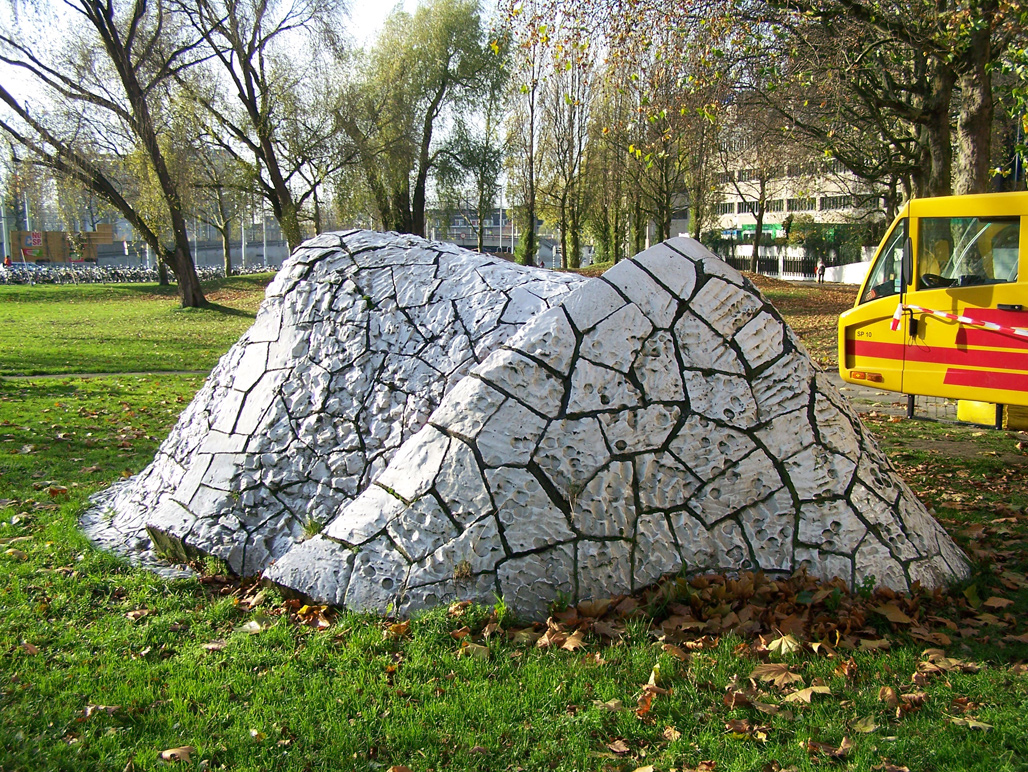
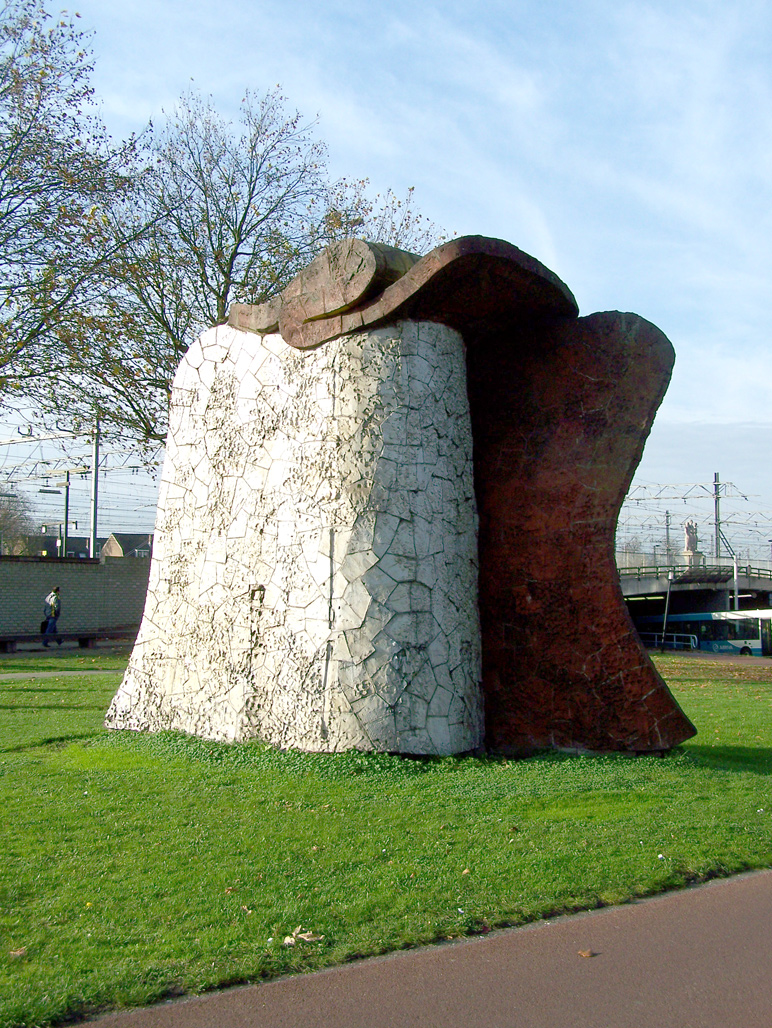